# Borgosesia

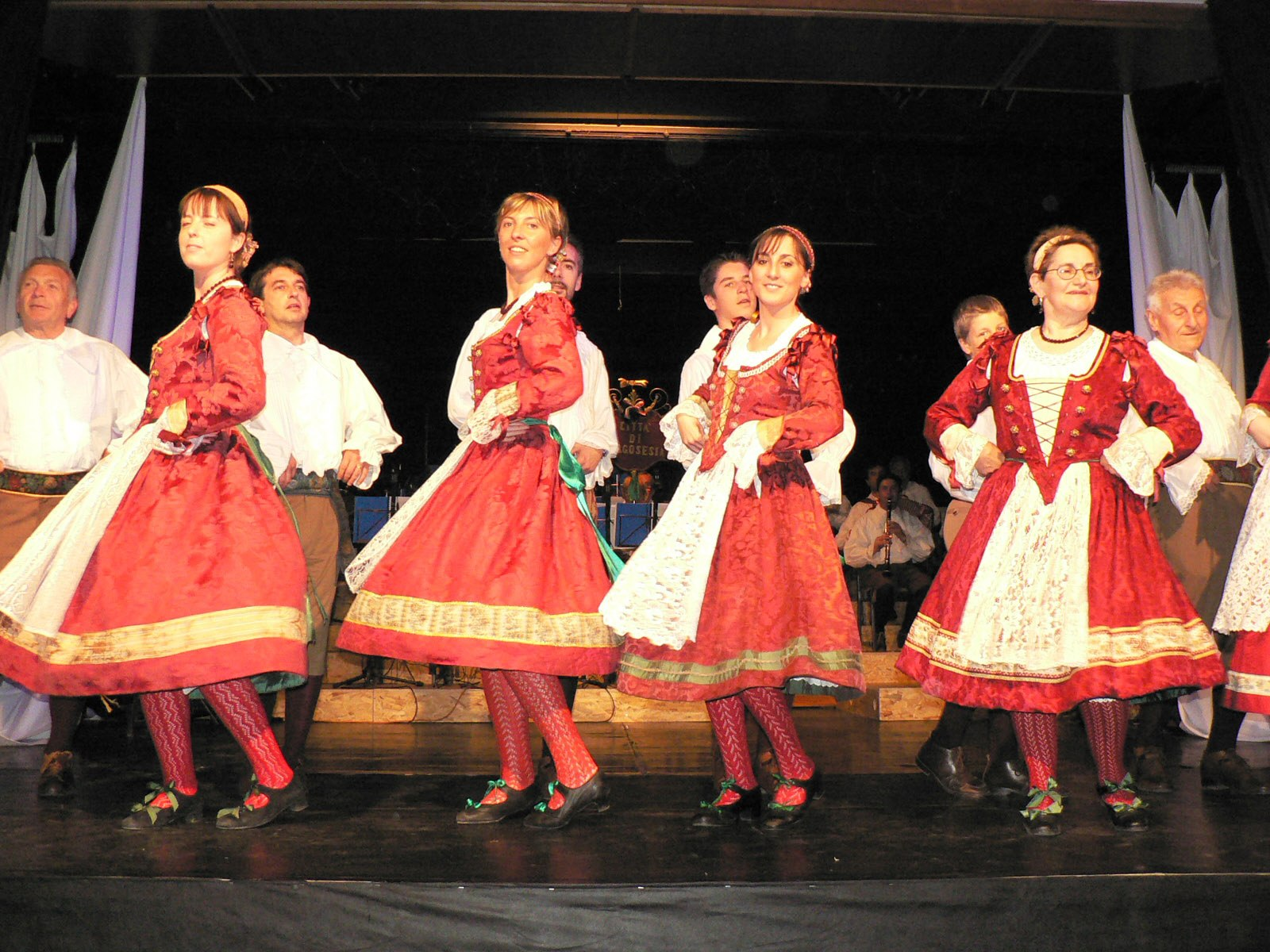
Borgosesia néptánccsoportja egy magyarországi fellépésen

Borgosesia (piemontiul: Ël Borgh Sesia) település Olaszországban, Vercelli megyében. Lakosainak száma 12 080 fő (2023. január 1.). Borgosesia Cellio con Breia, Grignasco, Guardabosone, Postua, Quarona, Serravalle Sesia, Valduggia, Varallo Sesia és Vocca községekkel határos.

## Népesség
A település népességének változása:
| Lakosok száma | 13 065 | 12 790 | 12 676 | 12 080 |
|               | 2013   | 2017   | 2018   | 2023   |